# Branko Peković
Branko Peković, né le 7 mai 1979 à Belgrade, est un joueur de water-polo international serbo-monténégrin, puis serbe et enfin kazakh.

## Palmarès

### En sélection
| - Serbie-et-Monténégro - Jeux olympiques : - Médaille d'argent : 2004. - Championnat du monde - Finaliste : 2001. - Ligue mondiale : - Vainqueur : 2006. - Championnat d'Europe : - Vainqueur : 2001. - Finaliste : 1997. |  | - Serbie - Jeux olympiques : - Médaille de bronze : 2008. - Ligue mondiale : - Vainqueur : 2008. - Championnat d'Europe : - Vainqueur : 2006. - Finaliste : 2008. |

- Kazakhstan
  - Jeux asiatiques :
    - Vainqueur : 2014.